# Michael Frischenschlager
Michael Frischenschlager (* 31. Oktober 1935 in Salzburg) ist ein österreichischer Violinist.

## Leben
Frischenschlager studierte Violine bei Theodor Müller, André Gertler, Franz Samohyl und Yehudi Menuhin sowie Dirigieren und Musikwissenschaft in Salzburg, Köln, Wien und Rom.
Er wirkte als Musiker beim Wiener Solisten Orchester und den Wiener Philharmonikern. Konzertreisen führten ihn durch Europa, nach Nordamerika und Asien. Seit 1971 ist er Professor für Violine an der Universität für Musik und darstellende Kunst Wien, deren Rektor er von 1992 bis 1996 war. Er wirkt als Jurymitglied bei Musikwettbewerben wie dem Internationalen Violinwettbewerb Henri Marteau. Außerdem ist er Präsident des Internationalen Fritz Kreisler Wettbewerbs. Zu seinen Schülern gehören u. a. Michael Radanovics, Mauro Iurato, Valya Dervenska und Rino Yoshimoto.

## Auszeichnungen
- 1996: Großes Goldenes Ehrenzeichen für Verdienste um die Republik Österreich[3]
- 2004: Bundes-Ehrenzeichen

## Violintechnik Filmreihe
2019 begann die kanadische Geigerin Christina Duncan mit der Verfilmung des Frischenschlager-Methodenbuchs "Klassische Violintechnik". Die Serie wurde teilweise durch eine Crowdfunding-Kampagne finanziert. Die Kampagne bot kreative Belohnungen für Unterstützer, wie z. B. Geigenunterricht mit dem Mitglied der Wiener Philharmoniker Ekaterina Frolova. Die mehrteilige Filmreihe wurde auf YouTube veröffentlicht werden. Neben den Demonstrationsvideos zur Geigentechnik produzierte Duncan eine dreiteilige Interview-Dokumentationsreihe. In den Interviews spricht Frischenschlager mit dem österreichischen Musikwissenschaftler Rudolf Aigmüller über klassische Musik und die Zukunft des Genres. Frischenschlager war auch Gegenstand eines schriftlichen Essay-Profils "Michael Frischenschlager – Ein Leben im Dienste der Musik", das 2021 von der Universität für Musik und darstellende Kunst Wien veröffentlicht wurde.